# Darrell Pace
Darrell Owen Pace  (Cincinnati, 23 de outubro de 1956) é um arqueiro estadunidense, bicampeão olímpico e mundial. Foi declarado pela FITA, o arqueiro masculino do século XX.

## Carreira
Darrell Pace foi o primeiro arqueiro a ganhar a modalidade no individual por duas oportunidades nos Jogos Olímpicos, em 1976 e 1984. 